# 郭日休
郭日休（？—？），字德夫，福建莆田縣人，明朝政治人物。

## 生平
正德十六年（1521年）登辛巳科進士。授户部主事。嘉靖初，參與大禮議，下锦衣狱杖三十，之後復官，升户部郎中，嘉靖七年与禮部主事吴龙典湖广鄉試，八年三月升湖廣左参议。升浙江布政司参政，调云南布政司右参政。二十四年閏正月官至貴州按察使，二十六年正月考察以老疾致仕。